# Mnenia
Mnenia è una circoscrizione rurale (rural ward) della Tanzania situata nel distretto di Kondoa, regione di Dodoma. Conta una popolazione di 11 528 abitanti (censimento 2012).